# Новое Овсино
Но́вое О́всино — деревня в Батецком муниципальном районе Новгородской области, административный центр Передольского сельского поселения.

## География
Деревня расположена на левом берегу реки Луги, к востоку от железнодорожного моста через реку на перегоне Батецкая — Бахарево — Передольская Октябрьской железной дороги на линии Санкт-Петербург — Витебск. На противоположном берегу Луги — деревня Большой Волок, неподалёку, у западной части Нового Овсина — деревня Передольская и одноимённая станция.

## Население
| 1862 | 2010 |
| ---- | ---- |
| 71   | ↗350 |

## Экономика
Деревня — центральная усадьба совхоза «Передольский», основной специализацией которого является молочное производство.

## Инфраструктура
В деревне с 1980 года работает основная общеобразовательная школа, а с 2006 года фельдшерско-акушерский пункт.

## Люди, связанные с деревней
- Передольский погост — родина археолога и новгородского краеведа В. С. Передольского (1833—1907)[7].

## Достопримечательности
- На Передольском погосте (у деревни Подгорье, в 2 км ниже по течению Луги) расположена знаменитая большая сопка «Шум-гора» — легендарная могила Рюрика[8][9].
- В деревне есть памятник, установленный на месте встречи 27 января 1944 года 2-го партизанского полка 5-й Ленинградской бригады, освободившего станцию Передольскую, с частями 59-й армии Волховского фронта[10] (7-я тяжёлая гвардейская танковая бригада).

## Транспорт
Деревня связана с областным центром — городом Великий Новгород, регулярным пассажирским автотранспортным сообщением (автобусы маршрута № 137). Имеются автодороги с твёрдым покрытием соединяющие деревню, не только с областным центром, есть также дороги в административный центр района — посёлок Батецкий, в центр соседнего — Лужского района Ленинградской области — город Лугу, а также в удалённые деревни — Нежатицы и Менюша. Ближайшая железнодорожная станция — Передольская, в 1,5 км южнее Нового Овсина.